# Informacja geologiczna
Informacja geologiczna - dane i próbki geologiczne wraz z wynikami ich przetworzenia i interpretacji, w szczególności przedstawione w dokumentacjach geologicznych oraz zapisane na informatycznych nośnikach danych (art. 6 ust. 1 pkt 2 PGG). "Pochodzą one zarówno z badań geologicznych (metody, wyniki, sporządzone mapy, dane tabelaryczne, wyniki analiz i syntez), jak i z etapu projektowania badań oraz ich dalszego przetworzenia i interpretacji (czyli dalszych badań, analiz, syntez itd.)".

Danymi geologicznymi są wyniki bezpośrednich obserwacji i pomiarów uzyskanych w toku prowadzenia prac geologicznych (art. 6 ust. 1 pkt 1 PGG).
Dość szerokie ujęcie informacji geologicznej oznacza, że może być ona zawarta przede wszystkim w dokumentacji geologicznej, ale także np. artykule, dokumentacji geologicznej będącej opracowaniem wcześniejszych dokumentacji, a z próbek geologicznych - informacją może być rdzeń z odwiertu, konkrecja pobrana z odkrywki złoża itp.
Prawo do informacji geologicznej przysługuje niezbywalnie Skarbowi Państwa, który może udzielać zainteresowanym - w drodze umowy - praw do korzystania z informacji geologicznej.